# Крапивина, Анастасия Сергеевна
Анастасия Сергеевна Крапивина (род. 12 ноября 1994 года, Липецк, Россия) — российская пловчиха на открытой воде, участница Олимпийских игр в Рио, многократная чемпионка России, чемпионка Европы среди юниоров, Мастер спорта России международного класса.

## Спортивная биография
Заниматься плаванием Анастасия начала в 2001 году под руководством своей матери Елены Крапивиной. Затем тренировалась под руководством Лидии Геннадьевны Власевской. В 2010 году Крапивина стала бронзовым призёром юниорского чемпионата Европы. На молодёжном уровне самым успешным в карьере Крапивиной стал 2012 год, когда она завоевала две серебряные медали на юниорском чемпионате мира в канадском Уэлленде, а также стала чемпионкой Европы на дистанции 7,5 км и второй в командной гонке.
Уже в 2011 году 16-летняя Крапивина завоевала своё первое золото национальных чемпионатов, заняв первое место в командной гонке, также на её счету бронза на 10 км. В 2012 году 18-летняя Крапивина вновь стала чемпионкой России в командной гонке, добавив к этому победу на дистанции 5 км . В 2014 году Анастасия завоевала золото чемпионата страны в плавании на 10 км. В 2015 году на счету Анастасии две золотые и одна серебряная медали чемпионата России.
На чемпионате мира 2015 года в Казани Крапивина стала единственной представительницей России, отобравшейся на Игры в Рио-де-Жанейро, заняв 5-е место на олимпийской 10-километровой дистанции. Также на этом чемпионате Анастасия стала 8-й в плавании на 5 км и 10-й в командной гонке.
Также Крапивина участвует в соревнованиях в закрытом бассейне. В 2013 году Анастасия стала победительницей Кубка России на дистанции 800-метров вольным стилем, также второй на 1500 метров. В 2015 году она стала победительницей Кубка Сальникова на 800-метровке вольным стилем.

## Допинг
- 21 октября 2013 года было объявлено, что Анастасия Крапивина дисквалифицирована на 5 месяцев за употребление метилгексанеамина[5]. Срок дисквалификации начался с 30 апреля 2013 года[6].
- Спортсменка года в России в плавании на открытой воде: 2015